# Zwitterlinge
Die Zwitterlinge (Asterophora, syn. Nyctalis) sind eine Pilzgattung aus der Familie der Raslingsverwandten.
Die Typusart ist der Stäubende Zwitterling (Asterophora lycoperdoides).

## Merkmale
Die Zwitterlinge sind kleine, weißliche, gesellig wachsende Blätterpilze, mit dicklichen, kurz herablaufenden Lamellen, die auch reduziert sein können. Sie bilden keine Zystiden, die 4-sporigen Basidien sind zylindrisch-bauchig und besitzen Basalschnallen. Schnallen treten auch an den Querwänden der Hyphen auf. Sporen sind selten zu finden, dafür treten auf den Lamellen und der Hutoberfläche zahlreiche, häufig zu Ketten verbundene Chlamydosporen auf. Sie sind entweder kugelig bis elliptisch und stark warzig-sternförmig oder spindelförmig, glatt und mit großen Tropfen versehen.

## Ökologie
Die Zwitterlinge sind Parasiten, die auf den faulenden Fruchtkörpern von Täublingen, vor allem auf Schwärztäublingen wachsen.:393–394:S. 423–425:S. 580–581

## Arten
Die Gattung umfasst weltweit 3 Arten, von denen in Europa 2 vorkommen.
| Zwitterlinge (Asterophora) in Europa |                           |                                                  |
| Deutscher Name                       | Wissenschaftlicher Name   | Autorenzitat                                     |
| Stäubender Zwitterling               | Asterophora lycoperdoides | (Bulliard 1784) Ditmar 1809 (nom. cons.)         |
| Beschleierter Zwitterling            | Asterophora parasitica    | (Persoon 1801 : Fries 1821) Singer 1951 ('1949') |

Die dritte Art ist Asterophora mirabilis, welche in Australien (Victoria und Tasmanien) vorkommt.

## Bedeutung
Die Zwitterlinge kommen als Speisepilze nicht in Frage.